# Rhode zaccarensis
Espèce
Rhode zaccarensis est une espèce d'araignées aranéomorphes de la famille des Dysderidae.

## Répartition
Cette espèce est endémique de la wilaya d'Aïn Defla en Algérie,. Elle se rencontre sur le mont Zaccar

## Description
Le mâle holotype mesure 6,56 mm, les mâles mesurent de 4,96 à 6,80 mm et les femelles de 4,40 à 7,60 mm.

## Systématique et taxinomie
Cette espèce a été décrite par Benslimane, Beladjal et Abrous en 2025.

## Étymologie
Son nom d'espèce, composé de zaccar et du suffixe latin -ensis, « qui vit dans, qui habite », lui a été donné en référence au lieu de sa découverte, le mont Zaccar

## Publication originale
- Benslimane, Kherbouche-Abrous, Sahki-Benabbas, Bendjoudi, Bosmans & Beladjal, 2025 : « A new Rhode (Araneae, Dysderidae) from Djebel Zaccar, Algeria, with an identification key for the males of the Maghreb. » Zootaxa, no 5679(1), p. 101-112.